# Нова Шибка
Нова́ Ши́бка — село в Україні, у Захарівській селищній громаді Роздільнянського району Одеської області. Населення становить 223 осіб.
До 17 липня 2020 року було підпорядковане Захарівському району, який був ліквідований.

## Населення

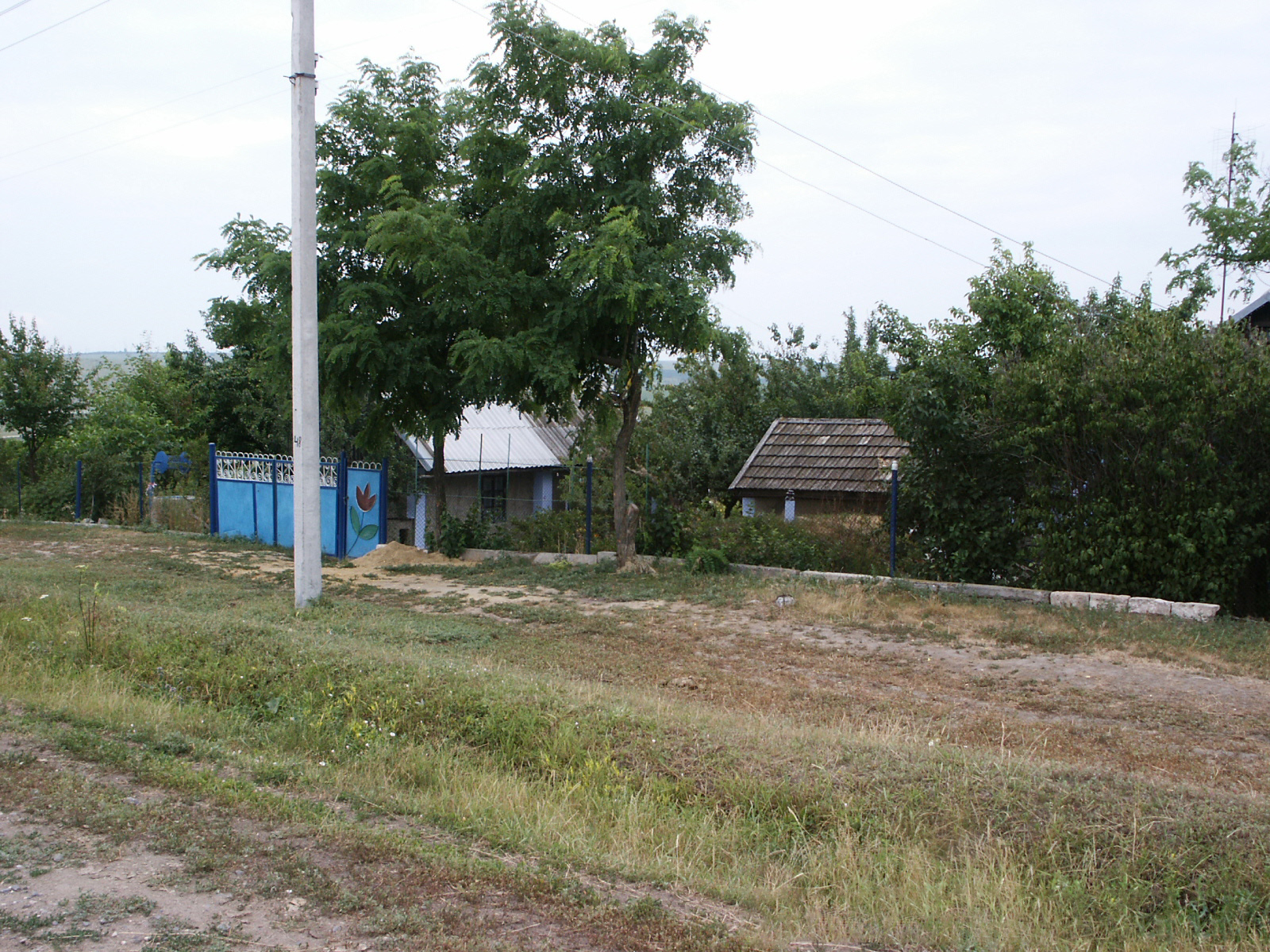
Вулиця села

Згідно з переписом 1989 року населення села становило 224 особи, з яких 97 чоловіків та 127 жінок.
За переписом населення 2001 року в селі мешкали 223 особи. 100 % населення вказало своєю рідною мовою українську мову.